# São Pedro de Sarracenos
São Pedro de Sarracenos é uma povoação portuguesa sede da Freguesia de São Pedro de Sarracenos do Município de Bragança, freguesia com 15,91 km² de área e 380 habitantes (censo de 2021), tendo, por isso, uma densidade populacional de 23,9 hab./km².

## Demografia
A população registada nos censos foi:
| Distribuição da População por Grupos Etários | Distribuição da População por Grupos Etários | Distribuição da População por Grupos Etários | Distribuição da População por Grupos Etários | Distribuição da População por Grupos Etários |
| -------------------------------------------- | -------------------------------------------- | -------------------------------------------- | -------------------------------------------- | -------------------------------------------- |
| Ano                                          | 0-14 Anos                                    | 15-24 Anos                                   | 25-64 Anos                                   | > 65 Anos                                    |
| 2001                                         | 37                                           | 32                                           | 146                                          | 67                                           |
| 2011                                         | 48                                           | 37                                           | 197                                          | 84                                           |
| 2021                                         | 43                                           | 30                                           | 196                                          | 111                                          |